# Zlata Ognevitj
Zlata Ognevitj (ukrainsk: Злата Леонідівна Огнєвіч; født 12. januar 1986) er en ukrainsk sanger. Hun repræsenterede Ukraine ved Eurovision Song Contest 2013 med sangen "Gravity".